# Ian Kennedy
Ian Patrick Kennedy (né le 19 décembre 1984 à Huntington Beach, Californie, États-Unis) est un lanceur droitier des Royals de Kansas City de la Ligue majeure de baseball.

## Yankees de New York
Ian Kennedy est le choix de première ronde des Yankees de New York (21e joueur sélectionné au total) en 2006.
Il lance son premier match dans les majeures le 1er septembre 2007, alors qu'il est le partant des Yankees face aux Rays de Tampa Bay. Il limite l'adversaire à 5 coups sûrs et un point mérité en 7 manches lancées, retirant 6 frappeurs sur des prises pour mériter sa première victoire en carrière.
Kennedy effectue 3 départs pour les Yankees en 2007 et présente une fiche de 1-0 avec une excellente moyenne de points mérités de 1,89.
Il passe la majorité de la saison 2008 à parfaire son jeu dans les ligues mineures mais dispute 10 parties, dont 9 départs, pour les Yankees. Il n'y obtient pas le succès escompté, encaissant la défaite à ses 4 décisions et affichant une moyenne de points mérités très élevée de 8,17. Il apparaît tout de même au 26e rang dans le top 50 des meilleurs espoirs des Ligues majeures selon un classement dressé en 2008 par le baseball mineur.
En 2009, il ne lance qu'une manche dans les majeures avec les Yankees, sans accorder de point lors d'une présence en relève. En cours d'année, le jeune homme de 24 ans subit une opération pour retirer un anévrisme.

## Diamondbacks de l'Arizona

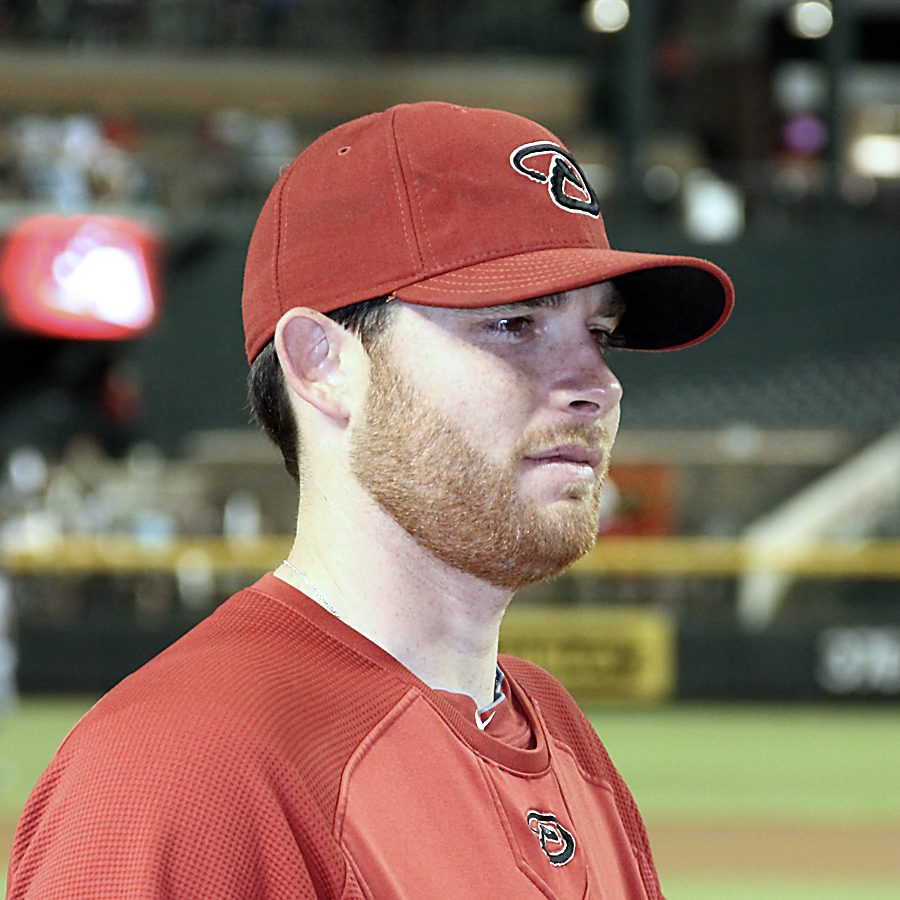
Ian Kennedy en 2011 avec les Diamondbacks de l'Arizona.

Le 9 décembre 2009, Kennedy passe des Yankees aux Diamondbacks de l'Arizona dans la méga-transaction à 3 clubs qui envoie Curtis Granderson, alors avec les Tigers de Detroit, à New York. Les Diamondbacks se départent des lanceurs Max Scherzer et Daniel Schlereth dans l'échange.

### Saison 2010
Il passe la saison 2010 dans la rotation de lanceurs partants des Diamondbacks et effectue 32 départs, maintenant sa moyenne de points mérités à un respectable 3,80 en 194 manches lancées. Il reçoit neuf victoires, contre dix défaites.

### Saison 2011
Kennedy mène la rotation de partants des Diamondbacks en 2011 alors que l'équipe remporte le championnat de la division Ouest de la Ligue nationale. Il s'impose comme l'un des meilleurs lanceurs des majeures cette année-là en remportant 21 victoires contre seulement 4 défaites, ce qui lui donne le meilleur ratio victoires-défaites (,840) de tout le baseball. L'un des trois gagnants de 20 matchs ou plus cette saison-là, il mène la Nationale pour les victoires à égalité avec Clayton Kershaw des Dodgers de Los Angeles et les deux joueurs ne sont devancés que par les 24 gains de Justin Verlander des Tigers dans la Ligue américaine. Il se classe 7e de la Ligue nationale pour la moyenne de points mérités (2,88), 8e pour les retraits sur des prises (198) et 7e avec un ratio de 3,6 retraits sur des prises par but-sur-balles accordé à l'adversaire. Ses 222 manches de travail au monticule en saison régulière est de loin son plus haut total en carrière. Il joue pour la première fois en séries éliminatoires et est le partant des Diamondbacks dans les première et dernière parties de la Série de divisions où Arizona est éliminé par les Brewers de Milwaukee. Malgré deux bonnes performances de Kennedy, les D-Backs perdent ces deux parties. Dans le premier match, il est le lanceur perdant dans un duel de lanceurs avec Yovani Gallardo des Brewers. Il ne reçoit pas de décision dans le 5e match de la série que Milwaukee remporte en manches supplémentaires. Sa moyenne de points mérités est de 4,26 en 12 manches et deux tiers lancées dans les éliminatoires de 2011. 
Une fois la saison terminée, Kennedy est un des trois lanceurs avec le gagnant Clayton Kershaw et Roy Halladay des Phillies de Philadelphie à recevoir un vote de première place au scrutin déterminant le lauréat du trophée Cy Young du meilleur lanceur. C'est la première fois qu'il est considéré pour ce prix prestigieux et il prend le 4e rang du vote. Il reçoit de plus quelques voix au prix du joueur par excellence de la saison dans la Ligue nationale, terminant 14e.

### Saison 2012
Kennedy mène la Ligue nationale avec 33 départs en 2012 et est second chez les D-Backs avec 15 victoires, une de moins que la recrue Wade Miley. Il encaisse 12 défaites et sa moyenne de points mérités monte en flèche pour atteindre 4,02 en 208 manches et un tiers au monticule. Il enregistre 187 retraits au bâton.

### Saison 2013
Il connaît une mauvaise saison 2013 avec un dossier de 3-8 et une moyenne de points mérités de 5,23 en 124 manches lancées lors de 21 départs pour Arizona.

## Padres de San Diego
Le 31 juillet 2013, Arizona échange Ian Kennedy aux Padres de San Diego contre le releveur gaucher Joe Thatcher et le droitier des ligues mineures Matt Stites. Il termine 2013 avec une moyenne de points mérités de 4,91 pour ses deux équipes.
Avec 207 retraits sur des prises en 2012 manches lancées et une moyenne de points mérités de 3,63 en 33 départs, la saison 2014 de Kennedy avec les Padres est un succès. En 2015 cependant, il a parmi les lanceurs partants des majeures le pire ratio de circuits accordés par match et le deuxième ratio le plus élevé de circuit par ballon frappé au champ extérieur. Sa moyenne de points mérités s'élève à 4,28 à sa dernière campagne à San Diego et ses 168 manches et un tiers lancées représentent le plus bas total de sa carrière.

## Royals de Kansas City
Kennedy rejoint les Royals de Kansas City le 29 janvier 2016 sur un contrat de 70 millions de dollars pour 5 saisons. Le montant accordé au lanceur et la durée du contrat sont jugés surprenants pour un lanceur dont les performances ont été inégales depuis sa meilleure saison en 2011, mais les Royals espèrent le voir rehausser son jeu sous la tutelle de l'instructeur des lanceurs Dave Eiland et dans un stade, le Kauffman Stadium de Kansas City, qui ne favorise pas les frappeurs de circuits.